# Фалль, Пап
Пап Яре́ Фалль (фр. Pape Yaré Fall; род. 9 сентября 2000) — сенегальский футболист, защитник клуба «Валмиера».

## Карьера
В августе 2020 года стал игроком латвийской «Валмиеры». Деюютировал в Высшей лиге Латвии в матче с клубом «Даугавпилс». В сентябре 2020 года дебютировал в Кубке Латвии в матче с рижским «Динамо».
В августе 2020 года впервые сыграл в квалификации Лиги Европы УЕФА в матче первого круга против клуба «Лех». «Валмиера» вылетела в Лигу Конференций, где проиграла «Судуве».